# Atavillo
Atavillo (Atauillo, Atabillo), staro indijansko pleme provincija koja se nalazila na mjestu današnje peruanske provincije Canta. Otkrio ih je Francisco Pizarro, kojega ponekad nazivaju i markizom Atavillosa “Marques de los Atavillos,” premda titula službeno od Karla V. nikad nije prenijeta na njega. Narod Atavillo se locira i na područje Jauje